# 劇光仮面
『劇光仮面』（げきこうかめん）は、山口貴由による日本の漫画作品。『ビッグコミックスペリオール』（小学館）2022年1号（2021年12月10日発売）より連載中。

## 概要
山口の作品としては、初めて現代を舞台にしており、特撮への憧れや、それに関わる人々の姿を描く新境地の作品である。
「マンガ大賞2023」にノミネートされた。
単行本1巻の装画をデザインした岡下陽平は、物語を読んで感じた「静かではあるが内に秘められた狂気」をデザインに盛り込んでいる。メインタイトル「劇光仮面」部分は「筑紫明朝 H」（フォントワークス）を使用しているが、形状の一部を武器（刃物）のようにすることで内に秘めた狂気や「特撮」の連想を産むように工夫している。また、通常の日本語は左横書きとなり、タイトル文字の配置も左から右に進む方が自然だが、イラスト（特撮スーツを肩に羽織った主人公）との調和もあって、右上から左下に配置することで、より違和感を強調するデザインとなっている。

## あらすじ
実相寺二矢ら帝都工業大学特撮美術研究会（特美研）の同志たちが卒業してから6年。
特美研創設者・切通昌則の通夜に、実相寺をはじめとする特美研の同志4人が再び集まった。目的は、切通の遺言により彼の「劇光服」ゼノパドンを実相寺二矢の劇光服ミカドヴェヒターによって切り裂くため。念入りな準備によりミカドヴェヒターを実装した実相寺は切通の遺言通り、ゼノパドンの胴体に一太刀を与え、切り裂いた。
学部時代を通して特撮美術を追求し、劇光服を身にまとった「劇光仮面」として活動した同志、真理りま、中野考文、成田一縷、芹沢耀の5人はそれぞれ自分の人生を歩んでいたが、実相寺は自分の中身は空っぽであるという実感をぬぐい切れないまま、ヌードモデルのアルバイトやガレージキット製作で生計を立てていた。
フードデリバリーのギグワーカーとして鬱屈とした日々を送る藍羽ユヒトは、ひょんなことから「覆面ヴァイパー」のマスクを入手し、武闘派コスプレイヤー同士の対戦によるネット上のランキング、「クライムファイターランキング」上のコスプレイヤーたちを打ち倒していた。そして、次の標的はランキングの伝説的なランキング1位でもある空気軍神ミカドヴェヒター＝実相寺であった。
実相寺は藍羽の挑戦に取り合わなかったが、次第に「本物のヒーローと戦いたい」という想いを抱くようになった藍羽の熱意に触れ、戦うことを決意する。真理と芹沢が立ち会う中、二人はさびれた遊園地で激闘するが勝ったのは藍羽だった。
実相寺との戦いで目覚めた藍羽は3人にヴァイパーの変身ポーズの指南を頼む。白熱していく変身ポーズの練習のさなか、特美研3人の見ている前で突如藍羽の身体が変貌をし始め、巨大なウニのような物体に変わる。危険を感じた3人は現場を離れて警察に通報したが、警察が駆けつけたときその物体は跡形もなく消えていた――。
藍羽の変貌を目の当たりにした3人は、その正体を見極めるべく日常生活のかたわら調査を開始する。世間ではひっそりと不可解な事件が起き始めていた。世田谷で一家がまるごと姿を消す――。3人の金髪の男が"圧縮"されて和式トイレの下水管に詰められて発見される――。そして街中にはヒーローのコスプレをしたクライムファイターたちが現れ始めていた。
実相寺にとって特撮とは「本物」であった。常識を覆すような出来事にとまどい社会生活との軋轢に苦悩しつつも、実相寺ら特美研の同志たちは「本物」になった特撮の力―劇光服―を身にまとい、「星をつなぐ者」として怪事件に立ち向かう。

## 主な登場人物

### 特美研メンバー
帝都工業大学特撮美術研究会（特美研）のメンバー。創設者の切通と、彼の一つ下の学年の5名とで構成され、5人が卒業する半年前に実相寺が起こした事件で廃部となった。切通は特撮を「空想」と切り捨てることを否定し、より細部まで動かすことができ、装備する人間も細部まで神経を行きわたらせるかのように操る「実装」という概念を提唱し、さらに実相寺が実用性のある素材でつくられ、戦える仕様になっているほうが「信じて着れる」と提案し、劇光服が誕生した。メンバー全員が特美に対してなみなみならぬ熱情を持っており、劇光服の製作や、そのための身体・精神の鍛練に途方もない時間と労力をかけていた。
実相寺 二矢（じっそうじ おとや）
主人公。初登場時29歳。帝都工業大学特撮美術研究会OB。本人は「自分が空っぽである」という感覚を抱き続けており、特美により自分の空虚感を埋めたいと思っていた。大学卒業の半年前、劇光服を実装して劇光仮面として活動中、仲間からいじめられていたと思しき少年を助けるためにほかの少年らと乱闘になり、誤って稼働した装備がひとりの右目をえぐるという事件を引き起こしてしまう。過剰防衛とされて執行猶予付きの有罪判決を受け、また被害者家族からの民事訴訟を起こされて多額の賠償金を負う。
現在はヌードモデルのアルバイトとガレージキットの製作で生計を立てているが、収入のほとんどを賠償金の返済に充てている。人一倍特撮に対する想い入れが強く、いまだに実装のためのトレーニングを欠かさずヴェヒターに寄せるため異様に痩せた体型を維持している。藍羽との決闘を機に不可解な事件に巻き込まれていくが、特撮を本物と信じ、本物に変える力で立ち向かう。
自宅には彼の裸の写真パネルが何枚も保管されている。これは彼の母親が彼の成長にしたがって定期的に撮ったもので、最初の一枚は彼がまだ母親の胎内にいるときの母親自身の裸体写真である。
劇光服は「空気軍神ミカドヴェヒター」。
切通 昌則（きりとおし あきのり）
第1話の時点で故人。物語は彼の通夜に実相寺ら同志たちが集まるところから始まる。帝都工業大学特撮美術研究会を創部し、主催した。彼のみ他のメンバーより一学年上である。見せかけの仮装ではなく、細部の動きなどをより本物の感覚に近づける「実装」を提案した。実はかつて医者から「20歳までは生きられない」と告げられていたことがあり、そのことを実相寺のみに打ち明けていた。そのためか、ヒーローよりは死ぬことを定められた怪人推しであり、特美研メンバーのなかで唯一怪人の劇光服を実装する。
飄々とした性格で、世間から遊離した実相寺の良き理解者であり、特美研時代は彼と幾度も語り合った。物語中、実相寺は切通を思い浮かべて対話するシーンがある。
劇光服は『覆面ヴァイパー』に登場する怪人「ゼノパドン」。ゼノパドンをミカドヴェヒターによって切り裂いて欲しいという遺言を残す。
真理 りま（まり りま）
株式会社テカラトミー勤務のOL。帝都工業大学特撮美術研究会OG。タヌキ顔がコンプレックスだったが、高校生時代憧れのヒーロー「ベーアサーダ」のレオタードコスプレをすることで人気コスプレイヤーとしての評価を得ていた。平時は特撮への熱意を活かしてヒーロートイ部門で新しい特撮戦隊「後輩戦隊リョーカイジャー」の企画を成功させるという辣腕を振るいつつ、コンサルタントの高見沢ミツルと交際中。今でも実装のためのトレーニングを欠かさない一方で、社会人としての常識の世界で高見沢とともに生きていきたいとの思いの板挟みになっている。テカラトミー社での活躍で「輝き」を見せたことから、人の輝きを奪うことを目的とする百目舌郎に見初められてしまい、気づかぬまま彼に狙われてしまうこととなる。
劇光服は「魔改探偵ベーアサーダ」。
中野 考文（なかの たかふみ）
神奈川県警警察官。帝都工業大学特撮美術研究会OB。現在、柔道整復師の利光マナと結婚を前提に交際中。機動隊にも所属していた経験がある。いまだ他の特美研OBと連絡をとっており、現役警察官としての立場・視点から、実相寺の相談に乗る。
劇光服は「壁人キボーガー」。特美研時代、実相寺がうっかりアメフト部員を挑発するような言動をしてしまったためにキボーガーを実装して対決することになってしまったが、キボーガーはアメフト部員のタックルに耐えつつ、必殺技の体勢まで持ち上げるという実力を見せた。そのとき彼は劇光服と一体化し「劇（はげ）しい光を見た」との体験を同志に語る。
芹沢 耀（せりざわ よう）
東京（とうけい）大学のポストドクター。帝都工業大学特撮美術研究会OB。飛び級で入学したため、実相寺より2歳年下。そのためかいまだに他の同志たちにも敬語で話す。現在は都内の実家に住んでいる。時間の自由がきくため、実相寺の仕事の手伝いなどもしている。藍羽の一件以降起こる怪事件に対しては比較的常識的な見解を示しつつ、同志たちへの協力を惜しまない。
劇光服は「蝶忍アヤミユーリー」。
成田 一縷（なりた いちる）
帝都電力会社勤務。帝都工業大学特撮美術研究会OG。原子力技術者であり、かつて事故を起こした琵琶湖の原発の廃炉技術者として勤務。原子炉の底に溜まり、撤去までに気の遠くなるような時間がかかる核燃料廃棄物を「怪物」と呼び、それと戦うことを自身の使命と考えている。付き合って2年になる恋人がいるが、彼に自分の特美を理解してもらえるか不安にも思っている。祖父は有名特美造形師として知られる成田優作である。現在は滋賀県にある会社の寮に住んでおり他の同志たちとは離れたところにいるにも関わらず、危急の際にはネビュラブッディとして駆けつける。
劇光服は「星雲菩薩ネビュラブッティ」。ネビュラブッディのデザインは祖父・成田優作がデザインしたものである。ネビュラブッディの「怪獣をも救う」という意志を身につけており、アモン、イリスを追い詰めた際には他の同志の前に立ちはだかって彼らを逃した。

### 人龍
戦前の旧帝国陸軍防疫給水部が終戦間際に秘密裡に開発した人体改造特攻兵器。南方戦線で日本軍兵を苦しめた疫病の罹患者を肉弾として再利用することを目的に開発された。想定されていなかったことだが「不老」であり、老いることがない。ある程度の身体の欠損は自己修復できる。受容体稼働薬と呼ばれる神経毒をかけられることにより身体が爆散、5m圏内の人間に重傷を負わせる。
鹿角 亜門（かづの あもん）
特殊清掃で働く青年。正体は「ブドウ7号適合体 人龍」。終戦により出撃をまぬがれ、以降は伊栗鼠とともに姿を隠して生きてきた。本体は「神造」と呼ばれる鎧のような皮膚で覆われ、それを隠すためにシリコン製の皮膚とマスクで全身を覆っている。また、異常な怪力を持ち、人体を折りたたむように破壊する。伊栗鼠が現代と終戦後の区別がつかなくなって殺人を犯すようになってからは世間にばれないよう死体の後始末をしてきた。藍羽の変貌した姿の正体をつきとめるために特殊清掃会社を訪れた「二矢工房」こと実相寺二矢を追跡し、奥多摩の廃墟ロープウェイ駅に来た実相寺と対決。激闘の末、ミカドヴェヒターに変身した実相寺に敗れて弱点である脳に重傷を負い、伊栗鼠とともに見逃されて姿を消す。もはや伊栗鼠を止めることができないことを悟り、彼女とともに爆死した。
伊栗鼠（いりす）
亜門の妹。正体は「クリ2号適合体 人龍」。右手は下腕から先が失われており、骨の周りをガラス質の物質で覆い、手首から先は義手を装着している。戦闘時には義手を鎖と鉄球をつけたフレイル状の武器「遊星魔愚南無（ゆうせいまぐなむ」に換装し、空襲を避けるための防空鉄鉢を被る。2年ほど前から精神に異常を来したためか、現在を「敗戦後まもなくの頃で自分は学徒兵」と思い込むようになり、進駐軍の悪事を懲らしめるとして一連の殺人事件を犯した。奥多摩に実相寺を探しにきた真理、芹沢、成田の3名を急襲、アヤミユーリーを実装した芹沢の背中に鉄球を直撃させて昏倒させ、真理のベーアサーダをも倒した。電話ボックスから警察に通報しようとした成田のネビュラブッディを襲い圧倒するが、ネビュラブッディの両手の平からの高圧電流を鉄球ごしに受けて全身に酷い電撃傷を受けて敗北。自らを止めようとする亜門によって受容体稼働薬をかけられ、爆散する。

### その他
劇光仮面
戦後間もない時期に無法な進駐軍兵を闇討ちして回った存在。元特攻隊員とも言われていた。狭山章の娘は風呂に入った実相寺の裸体を見たとき、実相寺がその人とそっくりだったと驚いた。
狭山章
「怪人の父」と呼ばれる特撮美術造形家。『覆面ヴァイパー』に登場する怪人シャゴラスにういての造形に疑問を持った切通、実相寺の訪問を受け、二人に怪人シャゴラスについての想い、戦前の伏龍という特攻兵器のことを語った。実相寺の人相に驚き、「中身が空っぽの人間で、特攻に選ばれるのは君のような人間」と評する。
岩倉芯
1971年の特撮番組「覆面ヴァイパー」で主人公を演じた俳優。老いてなおヒーローに対する想いは変わっておらず、商店街で平然と迷惑行為をする男に立ち向かって転倒、その姿は藍羽に深い感銘を与えた。藍羽にヴァイパーのヘルメットを託す。
藍羽ユヒト（あいばゆひと）
フードデリバリーで日銭を稼ぐフリーター。クライムファイター「覆面ヴァイパー」。キレたときに筋力を限界まで開放してしまう異常体質を持つ。その苛烈な性質から、世間から浮いた生い立ちとなった。高い身体能力でヴァイパーの必殺技である飛び蹴り「ヴァイパージャイロ」を実際に使うことができる。悪漢に立ち向かう岩倉を助けたことから彼の想いを受け継いでヴァイパーのマスクを被ってクライムファイター狩りを行うようになり、川崎の事件によりネット上で「リアルクライムファイター第一位」となっていた実相寺に勝負を申し込むが断られる。だが、次第に世間の評価などではない「本物のヒーロー」に憧れて実相寺に戦いを挑む。勝利はするものの、特美研のメンバーたちと思いを通わせ、変身ポーズの指導を頼んだ。しかし、練習に熱が入るうちに突如特美研メンバーの目の前で身体中の毛穴から毛が針のように飛び出して巨大なウニのような姿になるという変貌を遂げ、姿を消す。
百目舌郎
玩具設計士。「輝ける女」の希望と自尊心を奪い尽くすことを欲望する危険な人物。2年前には小劇団の女優をターゲットにして心身ともに見る影もないほど没落させている。真理が企画した『後輩戦隊リョーカイジャー』の電動ギミックの協力者として制作発表会に出席し、真理を見初める。真理の同僚の東雲を唆し、「ベーアサーダに仮装して舞踏家に暴行する」という真理を貶める工作をさせた。また、玩具設計士としての技術を用いてドローンやカメラを使って真理を盗撮し、趣味嗜好などをくまなく調べ上げている。かつてアニメ作品『少年大帝サイバーリオン』のメカデザインを担当したことがあり、その際に実際に着ることができるヒーロースーツを製作、保管している。
青山三千夜
蕉学館の編集者。自身も登場する素人目線のヌード写真集を企画、出版して成功したが、その写真を撮った男性の一人が藍羽や人龍に似た変貌を遂げて怪死した。実相寺に関心があるらしく、出版した書籍を郵送したり、ヴァンダーフェスティバルの実相寺のブースを訪れて会話し、接触を試みている。
草凪ヒヅキ
新板橋警察生活安全課コスプレ対策室巡査部長。同僚の玉置とともにベーアサーダに仮装して舞踏家を襲った事件を調査している。事件が真理を狙うストーカーによる偽装犯罪ではないかと真理に警告した。

## 用語

### 劇光服
特美研が「本物に近づける」という独特のコンセプトを持って制作したコスプレスーツ。それを着ることに「仮装」ではなく「実装」という語を使う。また、実装する者はそれに応じた肉体・精神の鍛練も必要とされる。機電に使う電流や、圧縮空気、火器を内蔵する危険なものもあるため、実装者は事前に「劇光服使用申請書」をしたため、同志3名の同意署名を得る必要がある。
ミカドヴェヒター
実装者は実相寺二矢。戦後まもなく制作された実写ヒーロー映画『空気軍神現る』の登場人物。当時撮影に使用された鉄製のオリジナルを劇光服にしている。鉄製のマスク、軍服を模した防熱衣スーツ、防刃手袋、軍刀村正を背負い、腰に南部十四式拳銃（プロップ）を携行する。マスクは防毒機能を持ち、ゴーグルは暗視機能と目くらましのためのストロボライトの発光に加え、目を守るための防御機能を持つ。背中に圧縮空気瓶は腰の「軍刀加速尾錠」と踵の爆心踵に空気圧エネルギーを与える。これにより両脛からトウガラシと石灰を混ぜた目つぶし「き2号瓦斯弾」を放つ技「天狗擽（てんぐうち）」を使い、また爆心踵で3メートル飛び上がることができる。腰にある「軍刀加速尾錠」に軍刀を装着することで圧縮空気を用いた高速高威力のなぎ斬りが可能。手袋は砂鉄を集めて重量を増す機電によってパンチ力を増す。
キボーガー
実装者は中野考文。『壁人（バリアロイド）キボーガー』の主役メカ。特美研が最初につくった劇光服であり、制作に2年かかった。最厚部3ｍｍのステンレス製、板金加工と溶接によってつくられ、重量60kgにも及び、着装者は負荷を軽減するためバッテリー内蔵のアシストスーツを装着する。脚部に「後退防止用ドーザー」を備え、暴徒たちの押し込みに耐える。両腕はダミーハンドが伸びるようになっており、相手の股下に差し込んで頭上に持ち上げて背後に投げる「K.O.H.D.（キボーガー・オーバー・ヘッド・ドライブ）」を特技とする。劇中の設定では「ボーガーメットを被った少年の指令で動く」とされており、中野がキボーガーを実装する際には実相寺がボーガーメットを着用し、無線で指示を与える。
ベーアサーダ
実装者は真理りま。『魔改特捜ベーアサーダ』の主人公。ハサミをモチーフにしたデザインの女性変身ヒーロー。両胸につけた「スライサーB88」は押し込まれると起動する回転刃であり、胸に触った暴漢の手を切り刻む。踵にはバネ仕掛けの射出器「ヒールショット」を仕込み、液体接着剤入りのクラックボールを発射する。大型のハサミの形状を模したベーアカッターは刃の部分がチェーンソーになっている。。
メタルヒーローである実写版の原作は豪ツヨシによるコミック版であり、自らがストーカーに狙われていると気づいた真理はより過激な原作コミック版を模した「ベーアサーダオリジン」を制作、実装した。手首の変身ガジェット「メタモリール」によって一瞬で服を脱ぎ、露出度の高いレオタード姿に変身する。頭部には目の周りを覆い飾りのついたマスクを被り、ソールにブレイド、ヒールにスパイクを仕込んだ靴「キリングヒール」を履く。さらに真理を案じた殺陣師の早乙女監督から贈られたプロップ銃（ゴム弾射出可能）を両脚のホルスターに各一丁装備する。
ネビュラブッディ
実装者は成田一縷。『星雲菩薩ネビュラブッディ』の巨大超人ヒーロー。金色に輝くボディに弥勒菩薩を模した口元を持つ顔をしている。AEDを応用した装置で両手の平から30A、1200Vの電流を放つ。
アヤミユーリー
実装者は芹沢耀。『蝶忍アヤミユーリー』のヒーロー。蝶を模したヘルメットに羽根を模したマントを羽織っている。マントには金属繊維が織り込まれており、通電により内部金属フレームが連結してピンと張り、高所からの落下の際には衝撃を和らげる。武装として捕獲用のネット発射装置と剣状の武器「マグネユーリー」を携行。マグネユーリーは打撃用の武器ではなく、内蔵された強力磁石で鉄製武器を奪いとるのに使用する。
ゼノパドン
実装者は切通昌則。『覆面ヴァイパー』に登場するエリート幹部怪人。ラテックスとウレタンで作られている。切通の遺言により、ミカドヴェヒターのなぎ斬りによって斬られた。

### 劇光仮面
「劇光服を実装して現実世界に干渉すること。シナリオは用意せずすべてフリースタイルで行動を選択する。状況によっては劇光服の性能を行使することもあり得る」。

## 書誌情報
- 山口貴由 『劇光仮面』小学館〈ビッグコミックス〉、既刊7巻（2025年6月30日現在）
  1. 2022年5月30日発売[13][14]、ISBN 978-4-09-861363-2
  2. 2022年10月28日発売[15]、ISBN 978-4-09-861506-3
  3. 2023年4月28日発売[16]、ISBN 978-4-09-861744-9
  4. 2023年10月30日発売[17]、ISBN 978-4-09-862637-3
  5. 2024年4月30日発売[18]、ISBN 978-4-09-862816-2
  6. 2024年10月30日発売[19]、ISBN 978-4-09-863111-7
  7. 2025年6月30日発売[20]、ISBN 978-4-09-863457-6